# Andrija Kačić Miošić
Andrija Kačić Miošić (Brist, 17 aprile 1704 – Zaostrog, 14 dicembre 1760) è stato un poeta, scrittore e presbitero croato.

## Biografia

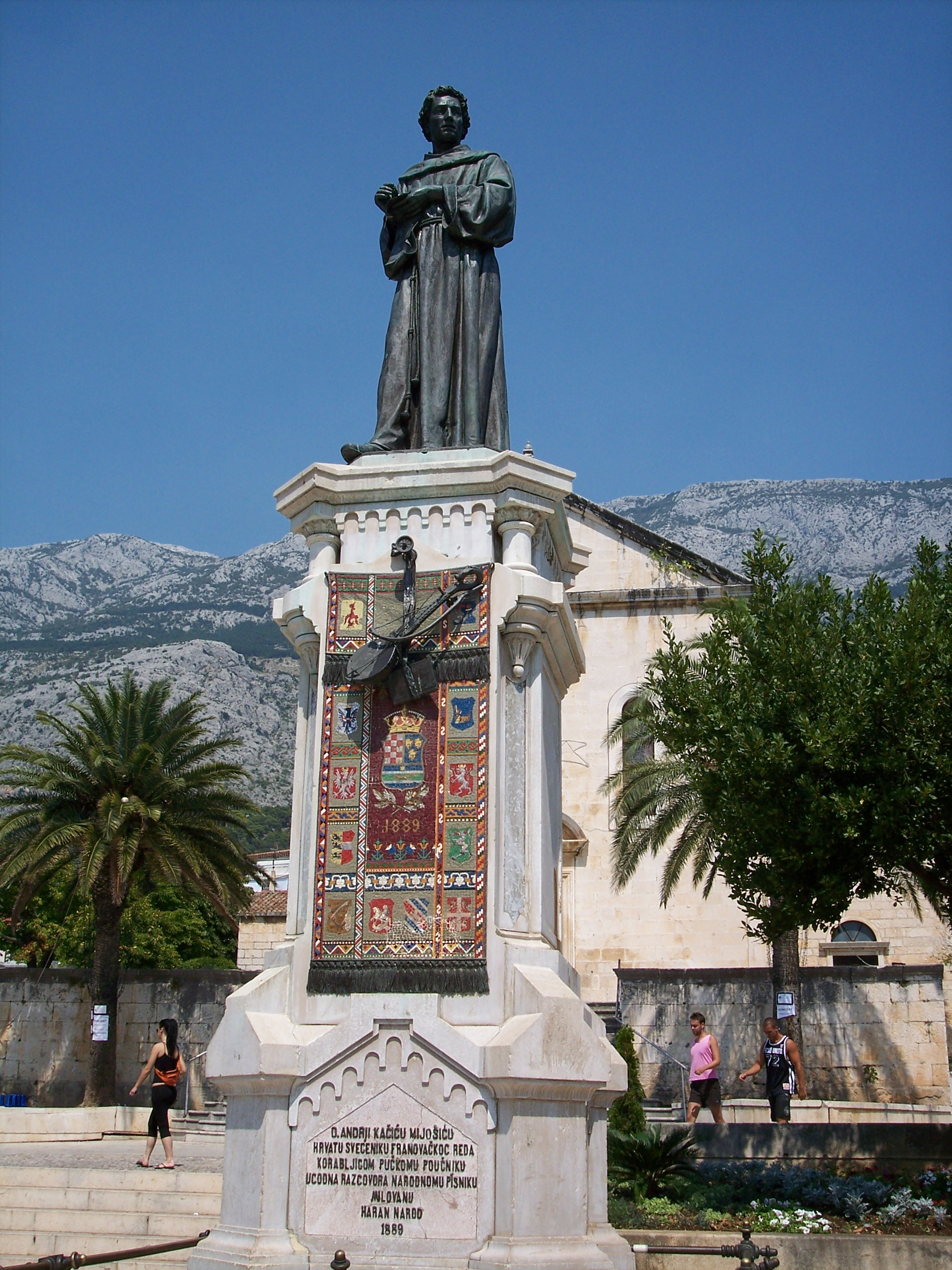
Statua di Andrija Kačić Miošić a Macarsca.

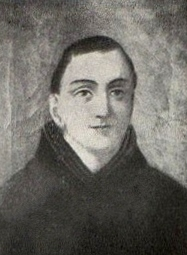
Andrija Kačić Miošić

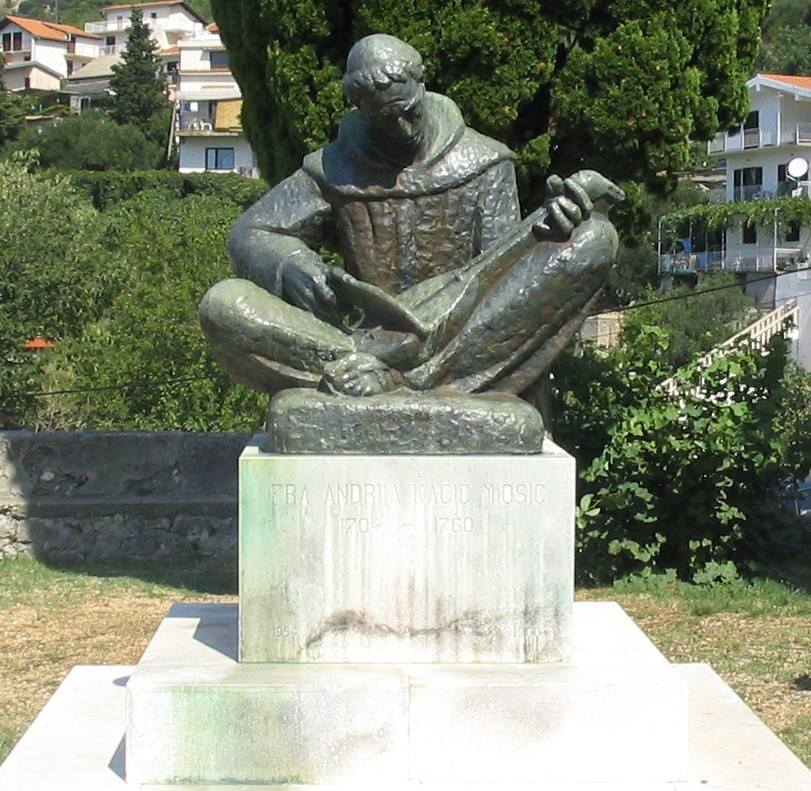
Monumento dedicato ad Andrija Kačić Miošić, nel giardino della chiesa di Brist.

Kačić Miošić nacque a Brist, un piccolo villaggio presso Macarsca in Dalmazia, in una famiglia di contadini 
cattolici ed entrò nell'ordine dei francescani il 10 marzo 1720; approfondì e completò i suoi studi a Budapest e a Osijek e insegnò filosofia e teologia a Sebenico (dal 1735 al 1745).
Il 22 maggio 1728 fu ordinato sacerdote a Sebenico e divenne guardiano del convento a Brazza fino al 1750, quando si trasferì a Zaostrog, città dalmata sul mare Adriatico. Nel 1735 fu parroco a Fort'Opus.
Nel 1752 Kačić Miošić pubblicò Elementa peripathetica juxta mentem subtilissimi doctoris Joannis Duns Scoti . . . ad usum tyronum peripatheticae scholae elucidata, un saggio incentrato sulla filosofia, sulla teologia, sull'astronomia, sulla geografia e sulla morale. Tra i filosofi e i pensatori maggiormente citati da Kačić Miošić in quest'opera vi sono Duns Scoto, Aristotele, Cicerone, Boezio, Tommaso d'Aquino.
Soggiornò spesso a Venezia, dove pubblicò i suoi lavori più significativi: Dilettevole conversazione del popolo slavo (Razgovor ugodni naroda slovinskoga, 1756-1759) e L'arca (Korabljica, 1760).
La prima fu un'opera a carattere storico e leggendario con la quale l'autore descrisse nella prima parte la storia dalla figura di Alessandro Magno, definito dall'autore un "re slavo", fino alla caduta di Costantinopoli (1453), dedicando ampio spazio alla storia dei popoli slavi; invece il resto dello scritto riguardò la guerra contro i Turchi fino al XVIII secolo. Lo scritto si caratterizza per uno stile composto da centotrentasei poesie popolareggianti e una prosa descrittiva. In quest'opera sono presenti molti elogi e apprezzamenti alla Repubblica di Venezia e alla figura eroica di Giorgio Castriota Scanderbeg; inoltre anche i turchi sono giudicati in modo tollerante e benevolo, e vengono definiti coraggiosi e intelligenti. L'autore si ispirò agli scritti storici di Marino Barlezio, di Gianmaria Biemmi e di Mauro Orbini.
Il lavoro ebbe un grande successo in tutta la regione jugoslava e tre poesie tradotte dal 
Fortis vennero citate nel Volkslieder di Herder.
L'arca fu invece un'opera in prosa in parte derivata dalla Bibbia e in parte dai libri latini e dalla Cronaca di Pavao Ritter Vitezović.
I lavori di Kačić Miošić ebbero una notevole importanza e influenza sulla letteratura e sulla cultura di tutti i popoli costituenti gli Slavi del sud e sui fautori dell'jugoslavismo, perché rievocavano agli jugoslavi il ricordo del loro glorioso passato, la loro unità, la perseveranza nel combattere gli oppressori;  il dialetto di Štokavian utilizzato da Kačić Miošić divenne la base delle lingue letterarie sviluppate in Bosnia, Erzegovina, Croazia, Montenegro e Serbia nel XIX secolo.
Kačić Miošić fu anche un precursore del Romanticismo,  e le sue opere vennero tradotte in numerose lingue, tra le quali il bulgaro, l'italiano, il tedesco, il francese, il ceco, il polacco, lo slovacco, il russo, l'inglese, l'albanese, l'ungherese.
Kačić Miošić morì il 14 dicembre 1760 a causa di una polmonite.
In memoria di Kačić Miošić è stato eretto un monumento a Zagabria nel 1891.